# 保加利亚社会民主联盟
保加利亚社会民主联盟是保加利亚历史上的一个社会民主主义组织。
1892年，以扬科·萨卡佐夫为首的一群人建立改良主义组织——保加利亚社会民主联盟（后来被称为“联盟主义者”）。该组织与迪米塔尔·布拉戈耶夫领导的马克思主义政党保加利亚社会民主党（后来被称为“党派主义者”）对立。1894年，保加利亚社会民主党同意与保加利亚社会民主联盟合并，以实现工人阶级的团结，合并后的政党取名为“保加利亚社会民主工党”。在1894年7月举行的保加利亚社会民主工党第一次代表大会上，联盟主义者取得优势地位，主导通过改良主义的纲领和章程，并在选出的领导层中占多数。